# Trate
Trate este o localitate din comuna Šentilj, Slovenia, cu o populație de 322 de locuitori.